# The Caretakers
The Caretakers is een film uit 1963 onder regie van Hall Bartlett. De film werd genomineerd bij de Academy Awards en Golden Globes.

## Verhaal
Wanneer Lorna Melford een zenuwinzinking krijgt, wordt ze afgevoerd naar een inrichting. Hier wordt ze geholpen door Dr. Donovan MacLeod. Hij is een jonge psychiater die nog een nieuweling is in het ziekenhuis. Hij maakt gebruik van een progressieve en menselijke methode om de patiënten te genezen, die de "Experiment Borderline" worden genoemd. Ze krijgen groepstherapie en worden vriendelijk benaderd, zodat ze sneller over hun problemen en fobieën heen kunnen komen. Zijn vriendelijke methode vindt hoofdzuster Lucretia Terry maar niets. Zij gelooft in de patiënten opsluiten en ze veel pillen geven en gebruik te maken van shocktherapie. Donovan probeert hier tegenin te gaan, terwijl hij ondertussen een sterke band opbouwt met Lorna.

## Rolverdeling
| Acteur           | Personage            |
| ---------------- | -------------------- |
| Robert Stack     | Dr. Donovan MacLeod  |
| Polly Bergen     | Lorna Melford        |
| Diane McBain     | Alison Horne         |
| Joan Crawford    | Lucretia Terry, R.N. |
| Janis Paige      | Marion               |
| Van Williams     | Dr. Larry Denning    |
| Constance Ford   | Zuster Bracken       |
| Herbert Marshall | Dr. Jubal Harrington |
| Barbara Barrie   | Edna                 |
| Ellen Corby      | Irene                |
| Robert Vaughn    | Jim Melford          |
| Susan Oliver     | Zuster Cathy Clark   |